# Liradan Philippe Ada
Pour les articles homonymes, voir Ada.
Liradan Philippe Ada, né en 5 septembre 1985, est journaliste reporter de guerre burkinabé.
Meilleur journaliste burkinabé de l’année 2021 et chargé de mission au ministère de la communication, de la culture, des arts et du tourisme depuis le 21 février 2024.

## Parcours professionnel
Liradan Philippe Ada a débuté par un stage à commencer en août 2011 à la Radio télédiffusion du Burkina (RTB télé) puis cumulativement sur d'autre quotidien ivoirien notamment  Le Patriote en octobre 2011 puis l'informateur.info en 2012.
Après l'obtention de son diplôme d’assistant en sciences et techniques de l’information et de la communication, option journalisme à Ouagadougou au Burkina Faso, il devient membre de l’équipe de rédaction de la radio El Bethel et du quotidien L’Info du Jour en 2013, avant d’être journaliste reporter d’images à Burkina Info TV en août 2015, après avoir décrocher une licence en théologie à Fathead-BF.
Rédacteur en chef de Burkina Info TV de mars 2017 à décembre 2019 puis coordonnateur de Oméga TV, de novembre 2020 à janvier 2021, puis Rédacteur en Chef du groupe Oméga médias de janvier 2021 à juin 2021.
Depuis juin 2021, il est journaliste reporter d’image de l'unité spéciale des grands reportages du groupe Oméga médias,.
Depuis février 2024, il chargé de mission au ministère de la communication, de la culture, des arts et du tourisme.

## Prix et reconnaissances
- Super Galian 2022 : Liradan Philippe Ada de Oméga TV lors de la 25è édition de la nuit des Galians[5]
- Prix PaxSahel pour le Journalisme sensible aux Conflits 2022 pour son sa production « Condition des élèves déplacés internes à Tougan : le calvaire du suppliciés du terrorisme » lors de la 6e édition du prix PaxSahel[6].